# Battaglia fra turchi e cristiani
La Battaglia fra turchi e cristiani è un dipinto a olio su tela (234x350 cm) di Salvator Rosa, databile al 1642 e conservato nella Galleria Palatina a Firenze. 

## Storia
L'opera è ricordata da Filippo Baldinucci come il primo "quadro grande" fatto dal Rosa a Firenze, quindi databile al suo arrivo verso il 1640. Tuttavia oggi si tende a ricondurlo a qualche anno dopo, all'agosto 1642, quando il poeta Reginaldo Sgambati, in un suo componimento, invita il pittore a dipingere per il principe Cosimo appena nato (il futuro Cosimo III) la vittoria contro i Turchi, un tema assai caro alla Casa medicea per i suoi legami con l'Ordine di Santo Stefano. Fanno da riscontro a questa ipotesi i pagamenti emessi dalla Depositeria generale di Ferdinando II de' Medici del 24 settembre 1642, e la presenza del dipinto nell'appartamento di rappresentanza di palazzo Pitti dal 1663-1664. Nel 1688 era invece ricordato nell'anticamera dell'appartamento del gran principe Ferdinando (odierna sala Verde all'inizio degli Appartamenti monumentali).
Il tema verrà replicato più volte dall'artista, sebbene in dipinti dalle dimensioni meno monumentali e più contenute.

## Descrizione e stile
La composizione si dispone orizzontalmente su due piani: quello inferiore dominato dalla furia della battaglia e, oltre i fumi della polvere e delle armi, quello superiore dove si vedono una città cinta da mura, con torri e porte simili alle mura di Firenze, e un cielo terso, attraversato da un banco di nubi, tra bagliori e segni di tempesta.
Al centro della battaglia si vede un cavallo bianco ferito, su cui si accascia un tusco in armatura, circondato da cruenti duelli: a sinistra un cavaliere cristiano in armatura sta per infilzare un ottomano accovacciato, mentre a destra un coraggioso cavaliere con mantello rosso assalta un turco a cavallo armato di lancia. Altri episodi crudi si svolgono alle estremità, mentre nei piani più profondi la lotta si allarga e si fa sempre più difficilmente districabile, fino a mescolarsi con le nuvole di polvere.
La pulitura fatta prima della mostra del 2007 ha rivelato un generale accordarsi sui toni bruni, ravvivati qua e là da elementi in bianco, rosso, giallo e azzurro, alleggerendosi poi nell'apertura sul cielo chiaro. 
All'estrema sinistra, protetto da uno scudo lucido, sta il pittore che si autoritrae. Sullo scudo, a lettere dorate, si legge l'anagramma del suo cognome, da "Rosa" a "Sarò". Sul significato di questo termine si sono fatte varie ipotesi: o il pittore, nel suo stare in disparte dai fatti turbolenti, voleva sottolineare la sua sopravvivenza (sua o della sua arte) e quindi un'implicita denuncia della guerra, oppure una testimonianza oculare della vittoria dei cristiani, o ancora un'allusione sul tema dell'Ars longa, vita brevis, cioè sull'immortalità dell'opera rispetto al suo artefice.
Lo stile dell'opera deriva dall'esempio delle "battaglie senza eroi" di Aniello Falcone, ma lo sviluppa in una composizione più fitta e incalzante, senza un protagonista assoluto, più affine alle opere del Cavalier d'Arpino viste a Roma in gioventù.